# Richard Castle
Richard Edgar "Rick" Castle (nacido Richard Alexander Rodgers) es el personaje ficticio protagonista de la serie televisiva estadounidense de crímenes y comedia Castle, transmitida por la cadena ABC entre 2009 y 2016, a lo largo de ocho temporadas y un total de 173 episodios. Es interpretado por el actor canadiense Nathan Fillion. 
El nombre de Richard Castle también se utiliza como seudónimo, bajo el cual están escritos un conjunto de libros reales sobre los personajes Derrick Storm y Nikki Heat, basado en los libros mencionados en la serie de televisión. Estos libros han alcanzado el éxito, entrando en la lista de los más vendidos del New York Times. El actor Nathan Fillion aparece como la cara de Richard Castle en los libros y en la página oficial, y ocasionalmente participa en la firma de libros. La serie de libros de Castle fue escrita en realidad por el guionista y escritor Tom Straw.

## Creación y desarrollo
De acuerdo con Fillion, el nombre del personaje "Rick Castle" fue señalado por el creador del programa, como sonando como "Rich Asshole" y dice que esto refleja su carácter.
Se describe a Castle como tío "un poco capullo" con síndrome de Peter Pan, derivados de la falta de un "modelo de conducta masculina adulta real en su vida".
Andrew Marlowe explicó que diseñó el personaje de Castle como aquel que presenta un "punto de vista de la narración" como contrapunto a la labor policial basada en la evidencia de Beckett. Al seleccionar a Fillion para representar el papel, Marlowe describe a Castle como "el vehículo adecuado para la personalidad adecuada".
También reconoció la similitud entre la relación Castle / Beckett y la relación Booth / Brennan de la serie Bones.

## Descripción del personaje

### Vida familiar
Castle es padre de Alexis Castle e hijo de Martha Rodgers, ambas viven con él. Su padre es un agente de la CIA que ha utilizado los alias "Jackson Hunt" y "Anderson Cross". El nombre de nacimiento de Castle es Richard Alexander Rodgers; él usa Richard Edgar Castle como su seudónimo, (Edgar en honor a Edgar Allan Poe, aunque todavía considera Alexander su segundo nombre). Fillion describe la dinámica familiar como poco convencional porque "en gran medida la hija de 15 años de Castle ejerce con él el papel de madre y, a la vez él hace de madre de su propia madre".
Castle nunca supo quién era su padre así que llegó a la conclusión de que no se perdió tener un padre ya que él nunca tuvo nada que perder, y le permitió imaginar que su padre podría ser cualquier persona que deseara. Fue atendido por una niñera que pasó la mayor parte de su tiempo viendo la televisión durante el día. La serie One life to live fue la inspiración para escribir su primera novela. Se inspiró aún más para convertirse en escritor cuando un hombre (más tarde se reveló ser el padre que nunca conoció) le entregó un ejemplar de Casino Royale de Ian Fleming en la Biblioteca Pública de Nueva York cuando tenía diez años de edad.  También afirma haber sido expulsado de todas las instituciones académicas más exclusivas de Nueva York al menos una vez y  haber adquirido velocidad de lectura mientras, de niño, pasaba los días en la Biblioteca Pública de Nueva York.
Castle se ha casado tres veces y divorciado dos veces. Su primera esposa fue la madre de Alexis, Meredith (Darby Stanchfield), una actriz de espíritu libre, impulsiva, y pelirroja como su hija. Ella y Richard ocasionalmente se reúnen en encuentros sexuales, lo cual hace que Richard se refiera a ella metafóricamente como un "bombón frito" (algo que es una golosina de vez en cuando, pero que te mataría si lo tomas a diario) cuando ella considera mudarse de nuevo a Nueva York. Su segunda esposa fue Gina Clowell (Monet Mazur), su editora, una tarea que continúa desempeñando después de su divorcio. Castle y Gina se involucran de nuevo, brevemente, cuando pasó un verano con él en los Hamptons para supervisar su segunda novela sobre Nikki Heat, pero pronto terminaron su relación.
Castle tiene la custodia exclusiva de su hija, Alexis. Como resultado de sus propias experiencias al haber sido criado por una niñera, ha insistido en criarla él mismo, lo cual es facilitado por el hecho de que trabaja desde su gran loft compartido con su madre. Alexis a veces parece más madura y responsable que su padre y es ella quien lo cría a él. Richard tiene mucho cuidado de ella, pero también le gusta jugar con ella.
Castle también juega al póquer de manera regular con sus colegas autores James Patterson, Stephen J. Cannell, Michael Connelly, y Dennis Lehane . Cuando Cannell murió en 2010,  Castle invitó al juego a un escritor de misterio ficticio, pero se deja un asiento vacío en honor a su amigo. También menciona que es amigo de Jonathan Kellerman, Wes Craven y Stephen King.
En la quinta temporada, Castle finalmente se encuentra con su padre (interpretado por James Brolin), quien le hace saber que es un espía al ayudarlo a rescatar a Alexis cuando fue secuestrada. Un enemigo ruso del padre de Castle busca venganza por su esposa asesinada, por lo que secuestra a Alexis para hacerlo salir. Su padre ha estado pendiente de él, de su madre y de Alexis toda su vida.
Al final del último episodio de la quinta temporada, Castle propone matrimonio a Beckett justo cuando ella se prepara para revelar su decisión sobre una oferta de trabajo en Washington D. C. El episodio termina antes de que ella responda. Al comienzo del primer episodio de la sexta temporada, "Valkyrie", Kate acepta. Por fin se casan en la séptima temporada en una boda privada con sus familias, que tiene lugar en la casa de Castle en los Hamptons.
En la octava y última temporada Beckett se aleja de Castle para protegerlo de LokSat, un genio diabólico al que busca, aunque siguen casados y muy enamorados. Beckett empieza a vivir en otro lugar, sin dejar que Castle sepa nada acerca de LokSat. Tras los acontecimientos de "Mr. and Mrs. Castle" ("Señor y señora Castle"), se renúnen de nuevo. Alexis se convierte en la ayudante principal de su agencia de investigación privada. En el final de la serie, una vista del futuro, siete años después, muestra que Castle y Beckett son padres de tres niños.

### Escritor
En los primeros episodios de la serie, desde la segunda temporada, Castle habla a lo largo de los créditos de presentación:
Hay dos tipos de personas que se pasan el día pensando en cómo matar a alguien: Los psicópatas y los escritores de misterio. Yo soy de los que cobran más ¿Y quién soy yo? Soy Rick Castle... Todo escritor necesita una inspiración, y yo encontré la mía. [la detective.Kate Beckett como Nikki Heat] Y gracias a mi amistad con el alcalde, pude pegarme a ella... Y juntos , atrapamos asesinos.
Castle es un autor de ficción de misterio, con 26 éxitos de ventas. Su primera novela, In a Hail of Bullets (En una lluvia de balas), acumuló al menos 21 rechazos antes de ser aceptada por un editor (Castle guarda la primera carta de rechazo que recibió enmarcada en la pared de su despacho como motivación) y de ganar el premio Tom Straw de literatura de misterio de la Sociedad Nom De Plume. Los libros han hecho rico a Castle; cuando secuestran a Alexis se puede permitir pagar un rescate de tres millones de dólares. Castle tiene un gran apartamento con varios pisos en Manhattan, una casa en primera línea de playa en los Hamptons y coches de lujo.
Sus obras más populares son una serie protagonizada por "Derrick Storm": A Calm Before The Storm (Calma antes de la tormenta), Gathering Storm (Amenaza de tormenta), Unholy Storm (Tormenta de pecado), Storm's Last Stand (La última posición de Storm), Storm Season (Temporada de tormentas), Storm Rising (Cae la tormenta), Storm Warning (Aviso de tormenta) y Storm's Break (Estalla la tormenta) y, en el episodio piloto, Castle asiste a una fiesta para el lanzamiento del último libro de la serie de la tormenta, Stormfall, que termina con la muerte sorpresa de Derrick Storm, tras haberse aburrido Castle del personaje. Más tarde lee partes de la novela antes de una firma de libros. Patterson y Cannell no están de acuerdo con la decisión de acabar con Storm y Cannell comenta que podría haber retirado o mutilado a Storm en su lugar, para que pudiera volver al personaje si cambiaba de opinión.
Sus otros libros incluyen Death of a Prom Queen (La muerte de una reina del baile), Flowers for Your Grave (Flores para tu tumba), Hell Hath No Fury (El infierno no tiene furia), A Skull at Springtime (Un cráneo en primavera), At Dusk We Die (Al anochecer morimos), When It Comes to Slaughter (Cuando se trata de una masacre) y A Rose for Everafter (Una rosa para la eternidad). Según admite él mismo, sus primeras obras -La muerte de una reina del baile, Flores para tu tumba y El infierno no tiene furia- son de mala calidad; señala que El infierno no tiene furia, en particular, con su trama de "wiccanos furiosos sedientos de sangre" como un punto bajo en su carrera.
Después de usar su amistad con el alcalde para asociarse con la detective Kate Beckett, del Departamento de Policía de Nueva York, con el pretexto de llevar a cabo una investigación para un nuevo personaje, Castle planea una nueva serie de novelas protagonizada por un nuevo personaje, una detective basada en Beckett. Pronto da al alter ego literario de Beckett el nombre de "Nikki Heath", para su bochorno. Beckett se siente agraviada por el nombre, considerándolo un "nombre de stripper", e insiste en que Castle lo cambie, a pesar de su propuesta de los titular los libros Summer Heat (Calor de verano), Heath Wave (Ola de calor) e In Heath (En el calor). Al final, se queda con el nombre y la primera novela de la serie, Ola de calor, se publica con gran éxito de crítica y financiero. A Castle le ofrecen un lucrativo contrato por tres novelas más de Nikki Heath y en la tercera temporada se habla de una adaptación al cine. El título de su segunda novela de Nikki Heat, Naked Heath (Calor Desnudo), una vez más desagrada a Beckett.
Se ha sugerido que el interés de Castle por la muerte, el asesinato y lo macabro puede ser el resultado de un trauma de la infancia. Cuando Beckett se lo plantea, Castle evita la cuestión. Sin embargo, tan pronto como le cuenta la historia, admite que es ficticia y que "[su] trabajo es inventar cosas". Más tarde, le admite a su hija que una de las razones por las que escribe es para tratar de entender cómo los criminales podían hacer las cosas que hacen. Estaba considerando un acuerdo para escribir tres novelas que giran en torno a un espía británico no identificado (se intuye que pudiera ser James Bond), pero rechazó la oferta, al parecer porque su editor quería tres novelas más de Nikki Heat y le ofreció más dinero, pero en secreto porque aceptar habría supuesto el fin de su colaboración con Beckett. En "Hollander's Woods", la fuente del interés de Castle por escribir sobre asesinatos se revela: en 1983, cuando tenía 11 años, encontró a una niña asesinada y se enfrentó a su asesino, que lo dejó ir. El cuerpo de la chica nunca fue encontrado y nunca la identificaron, por lo que nadie creyó su historia. Según Castle, este encuentro es lo que lo lleva a hacer lo que hace: nunca fue capaz de resolver el misterio de lo que le ocurrió en el bosque ese día, así que se ve impulsado a resolver todos los otros misterios que puede. En el presente del episodio, Castle se enfrenta a un caso similar y finalmente llega a conocer la verdad de lo que sucedió ese día y a detener personalmente a un asesino en serie de un número desconocido, pero se supone que grande, de mujeres.
Castle es algo así como un "escritor métodico", que investiga sin fin sus asuntos y adquiere nuevas habilidades para colocarse en la mente de sus personajes. Entre las habilidades útiles que Castle (y en cierta medida, su socia-investigadora Alexis) han adquirido están forzar cerraduras, burlar la seguridad, lucha cuerpo a cuerpo, y conocimientos básicos en ciencia forense y psicología criminal. Dado que es un escritor, aunque elude ostensiblemente el "papeleo aburrido", su capacidad de lectura rápida le permite tamizar la información más rápido que la mayor parte de la comisaría (una habilidad de la que se aprovecha Gates en la caza de un terrorista que está poniendo bombas) y que retiene casi todo que lee, sobre todo cuando se trata de los archivos de los casos (haciendo de él lo más cercano a un experto cuando Jerry Tyson, también conocido como 3XA, regresa en la temporada 7 después de robar todo su expediente en la temporada 6). También ha investigado delitos y a asesinos en serie, como la ola de crímenes original del asesino en serie Jerry Tyson, también conocido como el "Asesino Triple" o 3XA para Cuando se trata de una masacre. En el episodio piloto, "Flowers for Your Grave" ("Flores para tu tumba"), Castle muestra una extraña habilidad para la observación del comportamiento cuando observa a Beckett y es capaz de precisar su perfil, a lo que Beckett, visiblemente afectada responde "buen truco".
Kyra Blaine, una exnovia de Castle a quien dedicó Una rosa para la eternidad, dijo a Beckett que Castle sólo dedica sus libros a la gente de la que realmente se preocupa.
En "Hollander's Woods", Castle es galardonado con el Premio "Logro de la Pluma de Poe", que dice que es el premio más importante que un escritor de misterio puede recibir. Aunque sacudido por un encuentro con el asesino en serie que inspiró su interés por escribir, Castle acepta el premio y se lo dedica a su familia y amigos a la vez que reconoce que, sin ellos, no habría ganado.

### Consultor de la policía
En el episodio piloto de Castle, la detective Beckett, de la policía de Nueva York, consulta a Castle cuando dos víctimas son asesinadas al estilo de dos muertes retratadas en sus novelas, El infierno no tiene furia y Flores para tu tumba, respectivamente. Aunque Beckett quiere que el acceso de Castle al caso sea limitado, Castle desafía repetidamente sus instrucciones con el fin de ver la obra de su imitador. Insatisfecho con lo que considera una resolución aburrida del caso, Castle convence a Beckett para continuar la investigación, y termina descubriendo capas más profundas del crimen. Mientras que los asesinatos inicialmente parecían haber sido cometidos por el paciente enfermo mental de una trabajadora social que fue una de las víctimas, Castle señala que el asesino no replica los crímenes exactamente, lo que elimina la posibilidad de que fuese un admirador desquiciado. Se da cuenta de que el asesino era en realidad el hermano de la trabajadora social, que inculpó al enfermo mental, de modo que pudiera heredar el dinero de su padre después de su muerte (su padre sufre un cáncer terminal). Hacia el final del piloto, Castle entra en una relación de trabajo con Beckett con el pretexto de llevar a cabo la investigación para su nueva serie de novelas "Nikki Heat".
Esta relación es a menudo tensa por la suerte de Castle de encontrarse en persona con los sospechosos y por sus actuaciones a escondidas, incluso después de que Beckett le ha ordenado permanecer en segundo plano; sus intentos de seguirla una vez que persiguen a un sospechoso le da a éste la oportunidad de escapar (aunque en defensa de Castle esto fue simplemente porque su exesposa lo llamó al teléfono móvil durante la vigilancia antes que por errores por su parte). A pesar de esto, la familiaridad de Castle con numerosos asuntos oscuros a menudo supone avances. Su carrera le ofrece muchos contactos, entre ellos un agente de la CIA dispuesto a romper el protocolo de la Agencia  contando a Castle y Beckett que su víctima actual no era un agente de la CIA.
A pesar de que es un tirador competente (lo mantiene en secreto, hasta que Beckett apuesta con él en el campo de prácticas), trabaja en los casos completamente desarmado (con algunas raras y aisladas excepciones). Si bien su condición de consultor general le permite participar en las partes "divertidas" del trabajo de detective, sin tener en cuenta los más tediosos tales como el papeleo, el equipo lo pone en situaciones en las que los criminales solicitan que no haya intervención de la policía, como para dejar un rescate. Castle aún requiere de una autoridad oficial de policía para solicitar información de varias fuentes y sólo puede interrogar a los testigos bajo supervisión.
Beckett a menudo pone la parte lógica y no se deja llevar fácilmente por teorías locas de Castle que amenazan con oscurecer los hechos. Una vez especuló con que un cirujano había muerto por su implicación en una red de contrabando de órganos antes de que descubrieran que se le buscaba para la cirugía plástica que había realizado para alguien en la protección de testigos. La carrera de escritor de Castle le ha dado un don para anotar los detalles de menor importancia en las situaciones que se investigan, por ejemplo, cuando se dio cuenta de que el alquiler del apartamento de la víctima había sido pagada después de su muerte.
Inicialmente presentado como jocoso e inmaduro, con hechos como tener un chaleco antibalas hecho por sí mismo que dice "WRITER" ("ESCRITOR") en lugar de "POLICÍA", el personaje de Castle se profundiza a medida que avanza la serie. En "Sucker Punch" ("Puñalada trapera"), al intentar atrapar al asesino responsable de la muerte de la madre de Beckett hace más de una década, Castle de buena gana dona cien mil dólares de su propio dinero para un golpe falso y así atraer al asesino. A continuación, se ofrece a poner fin a su asociación con Beckett después de que ella se vea obligada a disparar al verdadero asesino, del que se revela que es un asesino contratado que guardó silencio sobre su empleador. Beckett rechaza la oferta sobre la base de que Castle hace su trabajo duro más divertido.
En la temporada 3 (episodio "Nikki Heat"), Castle se siente mal cuando Natalie Rhodes, actriz de serie B, se presenta como la que interpretará a Nikki Heat, pensando que no es adecuada para el papel. Cuando Rhodes sale en un caso para observar a Beckett, Castle se siente insultado, además, porque ella no ha leído el libro real. Rhodes lo considera poco importante para la película y a Beckett le gusta tener a Natalie a su alrededor. Sin embargo, según el caso continúa, Rhodes comienza a copiar los gestos y trajes de Beckett, al completo, con peluca morena; esto molesta a Beckett mientras que a Castle le empieza a gustar más para el papel. En un momento dado, Rhodes besa a Castle, dejando claro que quiere acostarse con él para sentir el personaje más, pero Castle la rechaza, y le dice a Beckett que dormir con la actriz que interpreta a la versión ficticia de ella es "demasiado metafísico".
En "Knockdown" ("Ataque"), Castle ayuda a Beckett en la captura del asesino de su madre. Cuando Martha señala que él ha escrito 22 libros antes de encontrarse con Beckett, para que no tenga que ir a la comisaría todos los días, Castle responde diciendo que ya no se trataba de los libros. Castle y Beckett finalmente se besan como una estratagema para distraer a un guardia, aunque sus reacciones implican que ambos sintieron algo.
Desde entonces, a pesar de la relación de Beckett con otro hombre, comienzan a estar cada vez más tiempo juntos, con Castle admitiendo incluso que está celoso cuando Beckett se compromete a ayudar a otro escritor con su libro. En el episodio final de la temporada 3, "Knockout" ("KO"), Castle finalmente admite sus sentimientos por Beckett, que está aparentemente inconsciente tras recibir un disparo mientras pronunciaba unas palabras de elogio en el funeral de Roy Montgomery después de que Montgomery se sacrificase como expiación por su papel en la muerte de la madre de Beckett . Ella afirma que tuvo amnesia después de recuperarse de los disparos y niega la posibilidad de una relación, mientras el verdadero asesino de su madre todavía anda suelto.
En la temporada 4, una figura oscura entra en contacto con Castle; le dice que es un amigo de Roy Montgomery y que ha sido encargado de proteger a Beckett en su lugar. Castle se entera de que Montgomery sabía quien ordenó la muerte de la madre de Beckett; era el que se enteró de los secuestros y se ofreció para no ir a la policía si Montgomery, Raglan y McAllister le daban el dinero que hicieron a partir de los rescates, que se ha estimado en varios millones de dólares. Según el hombre, el poder de esta persona ha crecido lo suficiente como para que la revelación lo destruya. Montgomery había mantenido archivos que, en caso de ser revelados dañaría al asesino y a otros. El trato era que la familia de Montgomery y Beckett estarían a salvo si mantenía los archivos en secreto. Antes de su muerte, había enviado los archivos al hombre misterioso y le había encargado mantener el acuerdo. La otra condición era que Beckett no podía seguir investigando el caso, de lo contrario el acuerdo estaba roto. Castle dice que la mantendrá alejada del caso. Le cuenta a su madre solamente esta información y le confía el trato que hizo. Martha quiere que Castle le diga la verdad a Beckett, pero Castle le dice que no puede porque Beckett será asesinada por la gente que está detrás del asesinato de su madre si ella sigue escarbando y que tiene que protegerla.
En "Dial M for Mayor" ("Con A de alcalde"), se descubre que una misteriosa conspiración está tratando de forzar la salida del cargo del alcalde Weldon, un amigo cercano de Castle. El intento de acusarlo de malversación fracasa cuando una joven llamada Laura Cambridge descubre el hecho y es asesinada. Durante el caso, el hombre misterioso una vez más se pone en contacto con Castle y pide que se encuentren. Cuando lo hacen, lo ayuda a resolver el caso. Sin embargo, más tarde se revela que la conspiración dirigida contra el alcalde habría forzado la salida de Castle de la 12.ª Comisaría porque nadie obligaría a la capitana Gates a retenerlo. El hombre dice que necesitaban que Castle permaneciera al lado de Beckett porque era el único capaz de mantenerla alejada del caso de su madre. Castle promete que va a mantener su parte del trato para mantener a Beckett separada de la investigación.
En "Pandora" y "Linchpin" ("Avalancha"), la investigación de un asesinato lleva a Castle y Beckett a reunirse con Sophia Turner, una agente de la CIA en la que se basa un personaje principal en las novelas de Derrick Storm. Beckett muestra algo de celos al ver la cercanía de ambos y Turner le dice a Beckett que después de que su relación con Rick fuese a más, fue el principio del fin de su asociación. Trabajan los tres juntos para detener una trama que podría derivar en la Tercera Guerra Mundial. Sin embargo, Sophia resulta no sólo ser parte de la trama sino que en realidad es un topo de la KGB infiltrada en la CIA solo abandonada a su suerte cuando la Unión Soviética se derrumbó. Cuando apunta a Beckett y Castle con su pistola, sugiere que el padre de Castle estaba en la CIA y que por eso él consiguió acceder hace años. Un verdadero agente de la CIA la mata y Beckett y Castle ayudan a detener la trama. Mientras se lamenta por la muerte de Sophia, Castle admite a Beckett que ella es mucho más fiel al personaje que creó.
En "47 Segundos", Beckett revela a un sospechoso que recordaba cada segundo del momento en que recibió los disparos, sin darse cuenta de que Castle estaba mirando detrás del espejo. Como resultado, a pesar de que Castle trata de ocultarlo, comienza a ponerse distante con ella para gran confusión de Beckett, llegando a la conclusión de que ella nunca mencionó su recuerdo del hecho porque no correspondía a sus sentimientos y no quería crear una situación incómoda.
En el final de la temporada 4, Castle se preocupa cuando un caso de asesinato está relacionado con la conspiración tras la madre de Beckett y el hombre misterioso le cuenta a Castle que la vida de Beckett está en peligro si se investiga. Después de no poder advertírselo sutilmente, Castle confiesa a Beckett cómo la ha protegido y ella se indigna porque haya tomado decisiones por ella. Él se enfrenta a ella por recordar su declaración de amor, además le dice que la protege porque la ama, pero ella muy enojada le dice que se vaya y que su trabajo juntos ha terminado. Después de casi morir en un enfrentamiento con el asesino y dejar el cuerpo de policía, Beckett llega al apartamento de Castle, diciéndole que sólo podía pensar en él mientras se encontraba al borde de la muerte y se besan apasionadamente, él desabrocha la blusa de ella y ve la cicatriz del disparo en su pecho, ella le lleva la mano hacia la cicatriz y juntos van hacia la habitación.
El hilo de su relación continúa en la temporada 5, con Castle y Beckett tratando (casi siempre sin conseguirlo) de ocultar su relación de sus compañeros de trabajo - no sólo por los chismes en la comisaría, sino también por una acusación de mala conducta que se pudiera percibir por la siempre vigilante capitana Gates. En el episodio 5.04 ("Murder, He Wrote", "Reportero del crimen"), Ryan tropieza accidentalmente con la verdad al interrogar a un sospechoso, pero opta por guardársela para sí mismo y respetar su intimidad. Lanie y Esposito descubren la verdad en el siguiente episodio, en el que Castle es inculpado por asesinato (Ryan se lo cuenta a Esposito y Beckett se lo cuenta a Lanie, por lo que eran conscientes del hecho de que su investigación de fondo expondría el contacto de Castle con Beckett fuera de los asuntos relacionados con los casos). En el episodio de la temporada 5 "Still" ("Inmóvil"), la capitana Gates revela que conoce de la relación y ha guardado silencio para mantener la "negación creíble", es decir, que no puede informar de la relación porque ella no ha presenciado personalmente ningún comportamiento que sugiera una relación y está dispuesta a mantener la negación creíble en tanto en cuanto la pareja desempeñe su trabajo con profesionalidad.
En la temporada 6, en el episodio "Veritas", tras la inculpación de Beckett por el asesinato del hombre que había ordenado la muerte de su madre, Castle trabaja para protegerla. Finalmente pueden limpiar su nombre y, por añadidura, por fin detienen al hombre que Beckett había estado siguiendo después de tanto tiempo con las pruebas ocultadas por Roy Montgomery que había dejado a Johanna Beckett.
En el episodio once de la temporada 7, Castle recibe la orden de abandonar la policía de Nueva York, debido a que coopera con un capo de la mafia para demostrar la inocencia de uno de sus subordinados sospechosos de asesinato, lo que lleva al verdadero asesino a ser asesinado.
Después de ser reincorporado a su puesto en el departamento de policía, Castle finalmente consigue acabar con su viejo enemigo Jerry Tyson, también conocido como asesino en serie 3XA, en "Resurrection" y "Redemption".
En el final de la séptima temporada, "Hollander's Woods" ("Los bosques de Hollander"), Castle se enfrenta con su pasado cuando un asesinato coincide con uno que vio en su juventud. El asesinato que había presenciado había sido su inspiración para escribir porque como nunca fue capaz de terminar la historia de lo que había sucedido en el bosque cuando él era un niño, se vio impulsado a terminar todas las otras historias que pudiera encontrar. La investigación les lleva a descubrir a un asesino en serie que ha estado funcionando durante al menos treinta años, con un número desconocido de víctimas, todas ellas personas a las que no se echaría de menos. La investigación les lleva a la identidad de la chica a la que Castle vio asesinar y a un enfrentamiento entre Castle y el asesino después de que se mete en un granero de ese hombre en busca de pruebas. Castle se ve obligado a disparar fatalmente al asesino en defensa propia con la pistola de Beckett y pone fin a la serie de sus víctimas, aunque el incidente lo deja tocado.
La octava temporada transcurre con la persecución de la ahora capitana Beckett del verdadero causante de la muerte de su madre, el misterioso Loksat, lo que hace que Beckett le pida un tiempo a su marido, Castle (a pesar de que lo ama) para protegerlo. Castle se pone en plan reconquista y ella se rinde, él descubre lo de Loksat y le propone fingir que siguen separados pero trabajar juntos y dormir juntos en secreto. Ryan y Esposito empiezan a notar que Castle está muy feliz y ya no está tratando de reconquistar a Beckett y lo acusan de engañarla y él lo acepta, dice que está saliendo con una modelo rusa. Cuando se lo cuentan a Beckett ella dice que no le importa y que está saliendo con un médico y terminan ambos riéndose de sus falsos amantes. Así pasan varios capítulos hasta que Castle se entera de que la desaparición de dos meses que tuvo fue por Loksat y deciden dejar de esconderse y oficialmente "volver" en público. En el final de la temporada y de la serie, "Crossfire" ("Fuego cruzado") ambos están a punto de morir desangrados en el suelo de la cocina de su casa pero luego se muestra que pasan 7 años, hay tres niños y Castle y Beckett están felices con ellos. Termina con un "Cada escritor necesita su inspiración y yo encontré la mía... Siempre".

### Investigador privado
Después de ser expulsado de la 12.ª Comisaría, Castle completa cursos en línea y se convierte en investigador privado con licencia, con la esperanza de que todavía podría trabajar con el departamento mediante la realización de sus propias investigaciones y no como parte de ellas, pero se le informa de que este tecnicismo que ha planeado no funcionará ya que todavía no se le permite entrar directamente en contacto con las pruebas. Sigue funcionando como un investigador privado, pero pronto se encuentra insatisfecho con el papel, ya que le contratan principalmente para casos menores o por personas que contemplan su nueva carrera como un "truco" en lugar de una profesión seria; en uno de los casos lo contrata alguien que quiere que actúe como testigo falso para sus planes de fingir su propia muerte. Sin embargo, después de rescatar a Beckett de su viejo enemigo el asesino triple, la capitana Gates finalmente reincorpora a Castle como consultor en la 12.ª comisaría -designándolo "oficialmente" como servicio a la comunidad por haber interferido en un caso- y también lo admite de nuevo como compañero de Beckett.
Después del ascenso de Gates y Beckett, de modo que Beckett es ahora capitana de la comisaría 12, Castle vuelve a abrir su oficina de investigador privado para permitirle tomar parte en las investigaciones debido a las funciones más de despacho de Beckett.

## Literatura atribuida aRichard Castle
Como promoción para la serie, el libro de "Richard Castle," Heath Wave (Ola de calor) fue publicado en tapa dura por Hyperion el 29 de septiembre de 2009 y empezó en el puesto número 26 de la lista del New York Times como Best Seller. En su cuarta semana en la lista, Ola de calor entró en el grupo de los diez primeros, colocándose en el número 6. Heat Wave fue lanzado en edición de bolsillo el 27 de julio de 2010 y comenzó en el número 34 en la lista de best-sellers de bolsillo de The New York Times. La novela incluye una versión ficticia del ya ficticio Richard Castle, que allí se llama "Jameson Rook", quien comienza una colaboración con Heat que refleja la relación de trabajo entre Castle y Beckett. La segunda novela, Naked Heat (Calor desnudo), se publicó el 28 de septiembre de 2010 y arrancó en el puesto número 7 de la lista del New York Times como best-seller. Al igual que con Heat Wave, ABC publicó una serie de primeros capítulos de Naked Heat en línea. La tercera novela de Nikki Heat, Heat Rises (Aumenta el calor) fue lanzada el 20 de septiembre de 2011. El cuarto libro de la serie, Frozen Heat (Calor helado), fue lanzado el 11 de septiembre de 2012. Marvel Comics publicó el 28 de septiembre de 2011 una novela gráfica protagonizada por Derrick Storm, titulada Deadly Storm (Tormenta mortal), escrita por Brian Michael Bendis y Kelly Sue DeConnick, con dibujos de Lan Medina. Hyperion también ha publicado tres novelas cortas de Derrick Storm en formato electrónico;  A Brewing Storm (Una tormenta que se avecina) fue publicada en mayo de 2012, A Raging Storm (Una tormenta terrible) en julio y A Bloody Storm (Una tormenta sangrienta) en agosto.

### Derrick Storm

#### Lista de libros
Novelas de ficción atribuidas a Richard Castle:
- A Calm Before the Storm (Calma antes de la tormenta)
- Storm's Break (Estalla la tormenta)
- Storm Warning (Aviso de tormenta)
- Unholy Storm (Tormenta de pecado)
- Gathering Storm (Amenaza de tormenta)
- Storm Rising (Cae la tormenta)
- Driving Storm (Guiando la tormenta)
- Storm's Last Stand (La última posición de Storm)
- Storm Fall (la última novela de Derrick Storm)
- Storm Approaching (Se acerca la tormenta) (La cronología de esta novela es desconocida)

#### Adaptaciones de las novelas de Derrick Storm
Adaptaciones como novela gráfica de novelas de ficción anteriores
- Deadly Storm (Tormenta mortal) (2011) ( ISBN 978-0-7851-5327-6 )
- Ltorm Season (Temporada de tormentas) (2012) ( ISBN 978-0-7851-6482-1 )
- A Calm Before Storm (Calma antes de la tormenta) (2013) ( ISBN 978-0-7851-6818-8 )
- Unholy Storm (Tormenta de pecado) (2014) ( ISBN 978-0-7851-9029-5 )

Libros que presentan el retorno de Derrick Storm después de los acontecimientos de Storm Fall:
- Trilogía Derrick Storm; antología en audio libro titulada Storm Surge (Tormenta ciclónica) (ISBN 978-1-4013-2638-8), libro antológico titulado Ultimate Storm (Tormenta definitiva) (ISBN 978-1-7832-9186-1)[29]
  - A Brewing Storm (Una tormenta que se avecina) (1 de mayo de 2012) (ISBN 978-1-4013-0466-9)
  - A Raging Storm (Una tormenta terrible) (3 de julio de 2012) (ISBN 978-1-4013-0467-6)
  - A Bloody Storm (Una tormenta sangrienta) (7 de agosto de 2012) (ISBN 978-1-4013-0468-3)
- Storm Front (Frente de tormenta) (21 de mayo de 2013) ( ISBN 978-1-4013-2490-2 )
- Wild Storm (Tormenta Salvaje) (23 de mayo de 2014) ( ISBN 978-1-4847-1142-2 )
- Heat Storm (Tormenta de calor) (2 de mayo de 2017) (ISBN 978-1-4847-8786-1)

### Nikki Heat
Al igual que la serie, las novelas de la saga Nikki Heat están situadas en la ciudad de Nueva York. El personaje del título, Nikki Heat, se basa en la compañera de Castle, Kate Beckett.
El primer libro, Heat Wave (Ola de calor), fue publicado inicialmente el 29 de septiembre de 2009. Alcanzó el puesto número 6 en su cuarta semana en la lista de más vendidos del New York Times. El segundo libro, Naked Heat (Calor desnudo), fue puesto a la venta el 28 de septiembre de 2010. Arrancó en el número 7 en la lista del Times. El tercer libro, Heat Rises (Aumenta el calor), fue lanzado el 20 de septiembre de 2011. Comenzó en la lista del Times el 9 de octubre en el número 1. El cuarto libro fue lanzado el 11 de septiembre de 2012 y empezó en el número 7. La quinta novela, Deadly Heat (Calor mortal), fue publicada el 17 de septiembre de 2013 y debutó en el puesto número 8 en la lista de bestsellers del New York Times.

#### Lista de títulos de Nikki Heat
- Heat Wave (Ola de calor) (29 de septiembre de 2009) ( ISBN 978-1-4013-2382-0 )[20][19]
- Naked Heat (Calor desnudo) (28 de septiembre de 2010) ( ISBN 978-1-4013-2402-5 )
- Heat Rises (Aumenta el calor) (20 de septiembre de 2011) ( ISBN 978-1-4013-2443-8 )
- Frozen Heat (Calor helado) (11 de septiembre de 2012) ( ISBN 978-14013-2444-5 )
- Deadly Heat (Calor mortal) (17 de septiembre de 2013) ( ISBN 978-14013-2480-3 )
- Raging Heat (Calor asfixiante) (16 de septiembre de 2014) ( ISBN 978-14013-2481-0 )
- Driving Heat (Guiando el calor) (15 de septiembre de 2015) ( ISBN 978-14013-2482-7 )
- High Heat (Calor extremo) (25 de octubre de 2016) ( ISBN 978-1-14847-8150-0 )
- Heat Storm (Tormenta de calor) (2 de mayo de 2017) ( ISBN 978-1-14847-8786-1 )
- Crashing Heat (Calor estrepitoso) (12 de marzo de 2019) ( ISBN 978-1-13680-4052-5 )

#### Novelas de Nikki Heat en español
Se han publicado traducciones al español de muchas de las novelas de Nikki Heat:
- Ola de Calor (ISBN 978-84-9062-840-9)
- Calor desnudo (ISBN 978-84-9062-842-3)
- Aumenta el calor (ISBN 978-84-9062-841-6)
- Calor helado (ISBN 978-84-9062-843-0)
- Calor mortal (ISBN 978-84-8365-230-5)
- Calor asfixiante (ISBN 978-84-663-3135-7)
- Calor extremo (ISBN 978-84-663-3875-2)
- Más calor (ISBN 9788491290506)
- Tormenta de calor (ISBN 978-84-663-4349-7)

#### Personajes de las novelas de Nikki Heat
- La detective Nikki Heat se basa vagamente en la detective del Departamento de Policía de Nueva York Kate Beckett, con un trasfondo similar. Su decisión de convertirse en detective fue motivada por la muerte de alguien cercano a ella - a pesar de que tiene una sobrina y hermanos de los que carece Beckett - y el primer caso que investiga es una adaptación de varios casos reales que Castle ayudó a resolver a Beckett. A Heat la ayudan el periodista, a veces amante, Jameson Rook y sus colegas, los detectives Raley y Ochoa.

Originalmente interesada en el teatro en la Northeastern University de Boston , Nikki cambió sus preferencias hacia la justicia penal después del asesinato de su madre. Practica el jiu-jitsu brasileño y con frecuencia se entrena con Don, su preparador con-derecho-a-roce miembro de los Navy SEAL hasta su asesinato en Calor helado. Nikki utiliza la SIG-Sauer P226 DAO de la policía de Nueva York como su arma reglamentaria (a diferencia de Beckett, que utiliza una Glock 19). Vive en un apartamento en el barrio de Gramercy Park de Manhattan. Al final de Calor asfixiante, Rooke le propone matrimonio y el juez Horacio Simpson, amigo y habitual compañero en el póquer, los casa en el epílogo de Guiando el calor.
En Calor helado Nikki se entera de que su madre asesinada, Cynthia Heat (de soltera Trope), fue una agente de la CIA que trabajó como profesora de piano para los niños de varios ciudadanos extranjeros y fue asesinada porque había descubierto un complot terrorista. Después de diez años, Nikki consigue cerrar el caso y llevar a la justicia al asesino de su madre.
Aunque Nikki pasa el examen de teniente con gran éxito en Aumenta el calor, declina el ascenso con el fin de seguir siendo detective de homicidios. Es ascendida a capitana de la 20.ª Comisaría después de la muerte del capitán Wallace Irons. A pesar de que tiene un  comienzo un poco difícil como jefa de la comisaría en Guiando el calor, Nikki finalmente encuentra su equilibrio. Se menciona en Calor extremo que Nikki ha pasado toda su carrera en la 20.ª, primero como novata, luego como sargento patrullera, después como detective, luego como jefa de detectives y culminado en su actual rango como capitana.
Nikki y Rooke también hacen una pequeña aparición en la novela de Derrick Storm de Richard Castle, Frente de tormenta, donde entrevistaron a Storm después de ser detenido por la policía de Nueva York por estar en su habitación con un cadáver.
Tras los acontecimientos de Calor extremo, la candidata presidencial senadora Lindsy Gardner ofrece a Nikki el puesto de directora de la Seguridad Interior, un puesto que le animan en gran medida a aceptar el comisionado y Zach Hamner. También trabaja junto a Derrick Storm para revelar el misterio de por qué su madre simuló su propia muerte en 1999.
- Jameson Alexander Rook es un personaje de ficción que creó Richard Castle para su serie Nikki Heat de novela negra. Es un famoso periodista dos veces ganador del premio Pulitzer que ensombrece al personaje principal, la detective Nikki Heat, y es su amante intermitente. En Aumenta el calor un policía corrupto le dispara y pasa el comienzo de la siguiente novela, Calor helado, recuperándose. Propone matrimonio a Nikki al final de Calor asfixiante y en el epílogo de Guiando el calor los casa el juez Horacio Simpson, amigo suyo y habitual compañero en el póquer. El personaje tiene pluriempleo como novelista romántico bajo el seudónimo de Victoria St. Clair.[38] Está basado en el propio Castle y en su forma de trabajar con Kate Beckett.

Rooke y Heat también hacen una breve aparición en la novela de Derrick Storm de Richard Castle, Frente de tormenta, donde entrevistan a Storm después de ser detenido por la Policía de Nueva York al estar en su habitación con un cadáver. Tanto Rook como Storm aprecian el rudo atractivo del otro.
- El capitán Charles Montrose es el capitán de la 20.ª Comisaría, basado en el capitán Montgomery. Antes de tomar el mando de la 20.ª Comisaría, trabajó como detective de homicidios en la 41.ª Comisaría[43] en el Bronx. Es viudo; su esposa, Pauletta, fue atropellada por un conductor borracho al cruzar la calle. El capitán Montrose es asesinado en Aumenta el calor y después, cuando Heat demuestra que no fue un suicidio, se le ofrece un funeral con todos los honores.[38]
- El detective Miguel Ochoa se basa en el detective Esposito. Mientras trabajaba con Raley, su apodo era "Roach". Tras el ascenso de la detective Heat a capitana, esta les nombra a él y a Raley jefes del escuadrón de detectives de la 20.ª comisaría.
- El detective Sean Raley se basa en el detective Ryan, y es nombrado "rey de la cámaras de seguridad" por la detective Heat. Mientras trabajaba con Ochoa, su apodo era "Roach". Tras el ascenso de la detective Heat a capitana, esta les nombra a él y a Ochoa jefes del escuadrón de detectives de la 20.ª comisaría.
- La doctora Lauren Parry es una médica forense con la Oficina del Forense de la Ciudad de Nueva York y una de las amigas más íntimas de Heat, está basada en la doctora Lanie Parish.
- Margaret Rook es la madre de Jameson Rook, basada en la propia madre de Richard Castle, Martha Rodgers. Margaret es una mujer de 60 años de edad ganadora del premio Tony, diva de Broadway.
- El detective Randall "Randy" Feller es miembro del escuadrón de taxis de la policía de Nueva York en Aumenta el calor.[38] Es trasladado al equipo de homicidios de Heat antes de los acontecimientos de Calor helado.
- El detective Daniel "Dan" Rhymer es un ex policía militar de las Carolinas, apodado "Opie", que ahora trabaja en la división de robos de la 20.ª Comisaría. La detective Heat a menudo lo solicita para las investigaciones de alto perfil hasta el punto que finalmente se convierte en miembro del escuadrón a tiempo complego.
- La detective Inez Aguinaldo es un miembro del departamento de policía de Southampton Village que ayudó a la detective Heat durante los acontecimientos de Calor asfixiante. Se traslada a la policía de Nueva York (comisaría 20) en Guiando el calor después de que Heat sea ascendida a capitana.[36]
- El detective Benigno De Jesús es el jefe de la policía científica de la comisaría 20 y un valioso colega de la detective Heat.
- Zach Hamner , también conocido como "el Martillo", es el ayudante administrativo superior del Comisionado Adjunto de Asuntos Legales. Poderoso miembro de la policía de Nueva York, Hamner se sintió personalmente agraviado por Heat cuando rechazó el ascenso a teniente.[38] Desde entonces se convierte en hombre clave del Departamento siempre que se trata de la capitana Heat y su comisaría. En Tormenta de calor insta con fuerza a la capitana Heat a aceptar la oferta de la candidata presidencial Lindsy Gardner para convertirse en directora de Seguridad Interior anticipándose a toda la ayuda federal que podría ofrecer al Departamento de Policía de Nueva York desde ese puesto.
- El capitán Wallace "Wally" Irons, presentado en Aumenta el calor, es un administrador y burócrata que toma el mando de la 20.ª Comisaría después de la muerte del capitán Montrose.[38] No es muy querido o respetado por la detective Heat, especialmente después de que comenzó a acostarse con la detective de la comisaría Sharon Hinesburg, y se preocupa constantemente por lucir bien para el público y el brillo de policía de Nueva York. Muere en una explosión, lo que provoca que Heat le suceda al mando de la comisaría.[39]
- Los detectives Malcolm y Reynolds, presentados en Calor desnudo. Cedidos por la División de Robos, se les considera tan formidables como equipo como Raley y Ochoa. Sus nombres están basados en el personaje interpretado por Nathan Fillion en la serie de televisión Firefly.
- La senadora Lindsy Gardner, una bibliotecaria metida en política que es candidata a presidenta de los Estados Unidos en 2016 frente al republicano Caleb Brown y el independiente Legs Kline. Durante su campaña, pide a la capitana Nikki Heat que participe en su gabinete como directora de Seguridad Interior.[42]

### Otras novelas de ficción atribuidas a Richard Castle
- In a Hail of Bullets (En una lluvia de balas) (ganadora del premio Tom Straw de literatura de misterio de la Sociedad Nom de Plume)[15]
- Death of a Prom Queen (La muerte de una reina del baile)
- Flowers For Your Grave (Flores para tu tumba)
- Hell Hath No Fury (El infierno no tiene furia)
- A Skutll at Springrime (Un cráneo en primavera)
- At Dusk We Die (Al anochecer morimos)
- When It Comes to Slaughter (Cuando se trata de una masacre)
- A Rose for Everafter (Una rosa para la eternidad)[17]
- Dead Man's Chest (El cofre del hombre muerto)
- Bullets and Bracelets (Balas y brazaletes)
- Kissed and Killed (Besado y asesinado)
- One Bullet, One Heart (Una bala, un corazón)

### El "misterio" del "escritor fantasma" de Castle
La emisora ABC fue capaz de ocultar con éxito la identidad del verdadero "escritor fantasma" de la serie de libros de Castle a lo largo de los ocho años de producción de la serie, de 2009 a 2016, permitiendo que el misterio de la verdadera identidad de este individuo siguiera siendo hasta entonces una intrigante parte del "mito de Castle" en general. En 2010 se lanzó una pista, cuando en apariencia se crearon la "Sociedad Nom de Plume" y el "premio Tom Straw de literatura de misterio" para homenajear al actor Nathan Fillon con dicho premio; sin embargo, en aquel momento el público en general no se dio cuenta de la relación. El misterio general persistió acerca de la verdadera identidad del "escritor fantasma", a pesar del hecho de que algunos propusieron la posibilidad de que Straw tenía que ser el verdadero escritor misterioso. El nombre de este "escritor fantasma" solo se reveló del todo después del cese de la producción de la serie en 2016. Entonces se reconoció oficialmente que la serie de libros de Castle había sido escrita en su totalidad por el "misterioso" y reconocido guionista Tom Straw.